# 北西県
北西県（ほくせいけん、ハイチ語: Nòdwès, ノードウェス）はハイチ北西部の県 (depatman)。県庁所在地はポールドペ。面積は 2,176 km² 人口728,807人 (2015年)。ポールドペ沖合にラトーチュ島がある。
北西県は乾燥して不毛となり、コロンビア産の麻薬の中継地点となっている。ポールドペはかつてはバナナとコーヒーの輸出港だったが、近年ではマイアミから日用品を輸入している。モール・サン・ニコラはクリストファー・コロンブス到達地で、ウィンワード海峡を臨み、砦の遺跡が数多く残されている。晴れた夜にはキューバのグアンタナモ州が見える。

## 隣接する県
南東に北県及びアルティボニット県と接する。

## 下位行政区画
ポードペー郡、サン・ルウィ・ディノー郡、モール・サン・ニコラ郡の3つの郡 (awondisman) が置かれている。